# Oquendo
Oquendo (oficialmente en euskera: Okondo) es un municipio español de la provincia de Álava, en la comunidad autónoma del País Vasco. Cuenta con una población de 1194 habitantes (INE 2024).

## Toponimia
Desde su primera mención escrita en 1257, este valle ha recibido en castellano el nombre de Oquendo hasta 1980, momento en el que el ayuntamiento decidió imponer la forma Okondo como nombre oficial del municipio y desde que fue publicada en 1989 en el BOE es el único nombre oficial del municipio a todos los efectos.
Sobre el significado etimológico de Oquendo podría pensarse en la palabra ukondo (que significa en vasco codo, con el significado de recodo de río), aunque las personas filólogas piensan más bien que el nombre estaría derivado de oka + ondo, origen que explicaría mejor tanto la variante castellana como una de las vascas del nombre. No parece descabellado aventurar que aparece en él la palabra -ondo, muy común en toponimia vasca y que significa 'junto a'. Sin embargo, el primer término del nombre oka es enigmático; podría ser el mismo que aparece formando numerosos topónimos en España, no solo en el País Vasco (río Oca de Vizcaya, río Oca de Burgos, Nanclares de la Oca, Montes de Oca, Ocaña). Según Federico Barrenengoa, especialista en toponomástica, oka significaría río. Para Alfonso Irigoyen oka es una palabra de origen céltico que antiguamente tomó prestada el vasco.[cita requerida]
Existen menos referencias escritas sobre su nombre en lengua vasca. Estas se basan principalmente en los escritos que dejó en vasco José Pablo de Ulibarri, que era natural del valle, a comienzos del siglo XIX. Ulibarri dejó transcrito el nombre en vasco del valle bajo las formas Okondo y Ukondo. A lo largo del siglo XIX el vasco dejó de hablarse en Oquendo y estas formas dejaron de utilizarse.[cita requerida]

## Geografía
| Noroeste: Gordejuela | Norte: Zaldu          | Nordeste: Oquendojena |
| Oeste: Iratzagorria  |                       | Este: Llodio          |
| Suroeste: Llanteno   | Sur: Zuaza Respaldiza | Sureste: Luyando      |

## Historia
Oquendo, situado al norte de la provincia de Álava, ha sido centro de numerosos litigios y conflictos. Desde el siglo XI, formó parte del señorío del conde de Ayala hasta que en 1521, el rey de Castilla, animó a su población a incorporarse al señorío de Vizcaya para librarse de los numerosos abusos que estaban cometiendo los Ayala. De esta forma Oquendo pasó de forma transitoria a pertenecer a Vizcaya hasta que en 1590 Oquendo decidió funcionar como independiente aunque dentro del régimen impuesto por las Juntas de Ayala.
En el siglo XVI recibieron tierras en su valle varios caballeros que habían participado en la conquista del reino de Navarra; también en dicho siglo el mencionado valle fue incorporado temporalmente al Señorío de Vizcaya para no tropezar con los intereses del Señorío de Ayala, entre sus principales pobladores estuvieron caballeros alaveses como los ilustres linajes de Unzaga y Amézaga, que además de las tradicionales actividades agropecuarias, los nuevos pobladores alaveses y vizcaínos diversificaron sus actividades económicas entre la ferrería, comercio, molinos y el mundo militar; el valle de Oquendo fue, por su próspera economía, durante un tiempo una tierra en litigio entre las futuras provincias de Vizcaya y Álava aunque paulatinamente se convirtió en un valle que supo aprovechar su ubicación. [cita requerida]
En esta época, el valle fue escenario de guerras entre gamboinos y oñacinos. En este momento los principales linajes del territorio erigieron entonces sus torres en Oquendo.
Más tarde, en concreto, a lo largo del siglo XIX, Vizcaya volvió a intentar en varias ocasiones quedarse con este municipio hasta que finalmente quedó dentro de Álava.

## Demografía
Oquendo cuenta con una población de 1194 habitantes (INE 2024).
| Gráfica de evolución demográfica de Oquendo entre 1842 y 2021 |
| |
| Población de derecho según los censos de población del INE Población de hecho según los censos de población del INEEn este censo se denominaba Uquendo: 1842 En estos censos se denominaba Valle de Oquendo: 1857 y 1860 En estos censos se denominaba Oquendo: 1877, 1887, 1897, 1900, 1910, 1920, 1930, 1940, 1950, 1960, 1970 y 1981 |

## Economía
Durante gran parte de su historia, los molinos y ferrerías instalados en el cauce del río Izalde fueron, junto a la agricultura y a la ganadería, el motor de la economía del valle de Oquendo. De hecho, a finales del siglo XVII existían en este municipio 9 molinos harineros, 4 herrerías y una ferrería.
Además disponía de tierras muy fértiles que producían trigo, maíz, castañas, txakoli, alubias, habas, patatas y riquísimas frutas.
La ganadería era también muy prolífica con la cría de ejemplares de vacuno, lanar, caballar y mular. El abastecimiento alimenticio de su población se conseguía además a través de la caza de liebres, perdices y jabalíes y la pesca en el río Izalde de anguilas, cangrejos, loinas y barbos.

## Administración y política

### Gobierno municipal
| Partido político                                              | 2019  | 2019       | 2015  | 2015       | 2011  | 2011       | 2007  | 2007       | 2003        | 2003        | 1999  | 1999       | 1995  | 1995       |
| Partido político                                              | %     | Concejales | %     | Concejales | %     | Concejales | %     | Concejales | %           | Concejales  | %     | Concejales | %     | Concejales |
| Euzko Alderdi Jeltzalea-Partido Nacionalista Vasco (EAJ-PNV)  | 39,57 | 4          | 38,36 | 3          | 22,98 | 2          | 40,77 | 4          | 16,16       | 1           | 32,73 | 2          | 35,43 | 3          |
| Okondo Aurrera                                                | 38,69 | 3          | 38,90 | 4          | —     | —          | —     | —          | —           | —           | —     | —          | —     | —          |
| Euskal Herria Bildu (EH Bildu)-Bildu                          | 20,23 | 2          | 21,51 | 2          | 50,24 | 5          | —     | —          | —           | —           | —     | —          | —     | —          |
| Partido Popular del País Vasco (PP)                           | 0,13  | 0          | 0,14  | 0          | 1,47  | 0          | 2,23  | 0          | 2,33        | 0           | 3,62  | 0          | 3,22  | 0          |
| Okondo Bai (OB)                                               | —     | —          | —     | —          | 23,59 | 2          | —     | —          | —           | —           | —     | —          | —     | —          |
| Partido Socialista de Euskadi-Euskadiko Ezkerra (PSE-EE PSOE) | —     | —          | —     | —          | 0,24  | 0          | 1,04  | 0          | 0,29        | 0           | —     | —          | —     | —          |
| Eusko Alkartasuna (EA)                                        | —     | —          | —     | —          | —     | —          | 54,32 | 5          | Con PNV     | Con PNV     | 50,98 | 4          | 52,33 | 4          |
| Okondo Gallarraga (OG)                                        | —     | —          | —     | —          | —     | —          | —     | —          | 51,67       | 4           | —     | —          | —     | —          |
| Okondo Lagunak (OL)                                           | —     | —          | —     | —          | —     | —          | —     | —          | 28,38       | 2           | —     | —          | —     | —          |
| Unidad Alavesa (UA)                                           | —     | —          | —     | —          | —     | —          | —     | —          | 0,00        | 0           | —     | —          | 0,16  | 0          |
| Euskal Herritarrok (EH)-Herri Batasuna (HB)                   | —     | —          | —     | —          | —     | —          | —     | —          | Ilegalizado | Ilegalizado | 12,67 | 1          | 8,53  | 0          |

### Organización territorial
Históricamente Oquendo era un valle dividido entre dos parroquias que ejercían su jurisdicción sobre la parte baja y alta del valle respectivamente. La parroquia de Santa María de Unzá sobre la parte baja del valle, lo que sería Oquendo propiamente, y la de San Román sobre la parte alta, conocida de forma global como Oquendojena (nombre derivado de Okondo goiena, Oquendo de Arriba). Por el hábitat disperso de la vertiente cantábrica, tradicionalmente no se hablaba de la existencia de pueblos dentro del valle sino de barrios. Esta concepción sigue existiendo actualmente, aunque el municipio se divida actualmente en 6 concejos; estos al contrario que en otros municipios alaveses no se suelen considerar pueblos sino barrios.
El concejo más desarrollado actualmente es Irabayen, que concentra el 70 % de la población del municipio y forma el núcleo más o menos urbano del municipio.
A pesar de tratarse del concejo menos poblado, la capital, por ser el lugar donde se ubica el Ayuntamiento, es Zudubiarte, que se encuentra en la parte central del término municipal, en la zona donde confluían antes las dos parroquias.
| Concejo                                | Nombre oficial | 2000 | 2005 | 2010 | 2015 | 2019 |
| -------------------------------------- | -------------- | ---- | ---- | ---- | ---- | ---- |
| Irabayen                               | Irabien        | 458  | 608  | 745  | 796  | 834  |
| Jandiola                               | Jandiola       | 39   | 38   | 38   | 35   | 40   |
| San Román, también llamado Oquendojena | San Roman      | 109  | 117  | 109  | 108  | 99   |
| Ugalde                                 | Ugalde         | 80   | 88   | 71   | 65   | 67   |
| Villachica                             | Villachica     | 122  | 132  | 130  | 129  | 123  |
| Zudubiarte                             | Zudubiarte     | 24   | 32   | 23   | 23   | 25   |

Nota: Los datos de población corresponden al INE. Nomenclátor: Población del Padrón Continuo por Unidad Poblacional.

### Elecciones generales

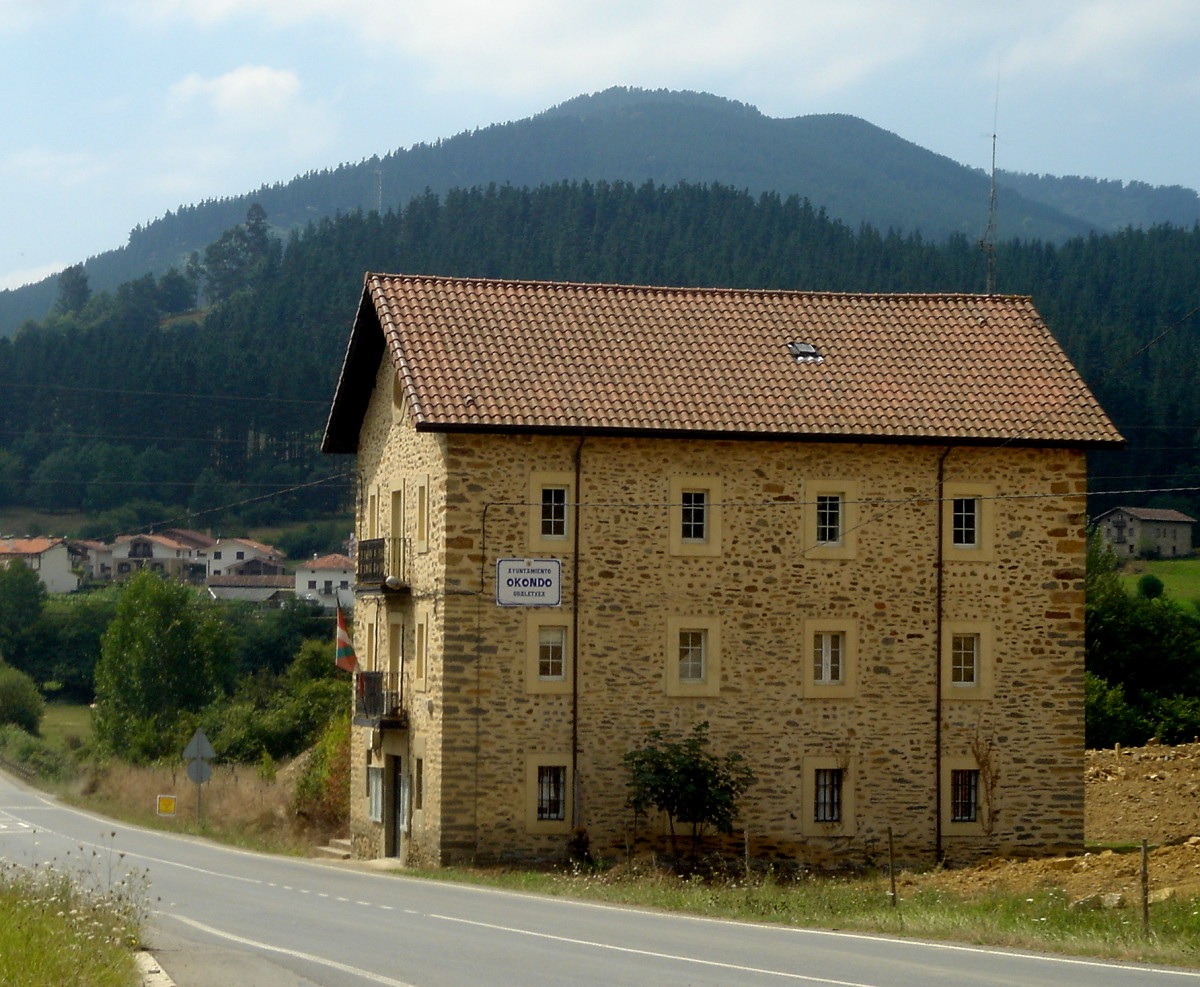
Ayuntamiento de Oquendo

| Elecciones generales de 2019 en Oquendo \| Logo \| Partido político \| Votos \| % \| \| ---- \| ----------------------------------------------------- \| ----- \| ----- \| \| \| Partido Nacionalista Vasco (PNV) \| 320 \| 44,38 \| \| \| Euskal Herria Bildu (EH Bildu) \| 172 \| 23,86 \| \| \| Unidas Podemos (Podemos-IU-Equo-Berdeak) \| 119 \| 16,5 \| \| \| Partido Socialista Obrero Español (PSOE) \| 52 \| 7,21 \| \| \| Partido Popular (PP) \| 29 \| 4,02 \| \| \| Vox (VOX) \| 10 \| 1,39 \| \| \| Ciudadanos-Partido de la Ciudadanía (C´s) \| 9 \| 1,25 \| \| \| Partido Animalista Contra el Maltrato Animal (PACMA) \| 5 \| 0,69 \| \| \| Recortes Cero-Grupo Verde (Recortes Cero-Grupo Verde) \| 1 \| 0,14 \| Elecciones generales de 2016 en Oquendo | Elecciones generales de 2019 en Oquendo \| Logo \| Partido político \| Votos \| % \| \| ---- \| ----------------------------------------------------- \| ----- \| ----- \| \| \| Partido Nacionalista Vasco (PNV) \| 320 \| 44,38 \| \| \| Euskal Herria Bildu (EH Bildu) \| 172 \| 23,86 \| \| \| Unidas Podemos (Podemos-IU-Equo-Berdeak) \| 119 \| 16,5 \| \| \| Partido Socialista Obrero Español (PSOE) \| 52 \| 7,21 \| \| \| Partido Popular (PP) \| 29 \| 4,02 \| \| \| Vox (VOX) \| 10 \| 1,39 \| \| \| Ciudadanos-Partido de la Ciudadanía (C´s) \| 9 \| 1,25 \| \| \| Partido Animalista Contra el Maltrato Animal (PACMA) \| 5 \| 0,69 \| \| \| Recortes Cero-Grupo Verde (Recortes Cero-Grupo Verde) \| 1 \| 0,14 \| Elecciones generales de 2016 en Oquendo | Elecciones generales de 2019 en Oquendo \| Logo \| Partido político \| Votos \| % \| \| ---- \| ----------------------------------------------------- \| ----- \| ----- \| \| \| Partido Nacionalista Vasco (PNV) \| 320 \| 44,38 \| \| \| Euskal Herria Bildu (EH Bildu) \| 172 \| 23,86 \| \| \| Unidas Podemos (Podemos-IU-Equo-Berdeak) \| 119 \| 16,5 \| \| \| Partido Socialista Obrero Español (PSOE) \| 52 \| 7,21 \| \| \| Partido Popular (PP) \| 29 \| 4,02 \| \| \| Vox (VOX) \| 10 \| 1,39 \| \| \| Ciudadanos-Partido de la Ciudadanía (C´s) \| 9 \| 1,25 \| \| \| Partido Animalista Contra el Maltrato Animal (PACMA) \| 5 \| 0,69 \| \| \| Recortes Cero-Grupo Verde (Recortes Cero-Grupo Verde) \| 1 \| 0,14 \| Elecciones generales de 2016 en Oquendo | Elecciones generales de 2019 en Oquendo \| Logo \| Partido político \| Votos \| % \| \| ---- \| ----------------------------------------------------- \| ----- \| ----- \| \| \| Partido Nacionalista Vasco (PNV) \| 320 \| 44,38 \| \| \| Euskal Herria Bildu (EH Bildu) \| 172 \| 23,86 \| \| \| Unidas Podemos (Podemos-IU-Equo-Berdeak) \| 119 \| 16,5 \| \| \| Partido Socialista Obrero Español (PSOE) \| 52 \| 7,21 \| \| \| Partido Popular (PP) \| 29 \| 4,02 \| \| \| Vox (VOX) \| 10 \| 1,39 \| \| \| Ciudadanos-Partido de la Ciudadanía (C´s) \| 9 \| 1,25 \| \| \| Partido Animalista Contra el Maltrato Animal (PACMA) \| 5 \| 0,69 \| \| \| Recortes Cero-Grupo Verde (Recortes Cero-Grupo Verde) \| 1 \| 0,14 \| Elecciones generales de 2016 en Oquendo | Elecciones generales de 2019 en Oquendo \| Logo \| Partido político \| Votos \| % \| \| ---- \| ----------------------------------------------------- \| ----- \| ----- \| \| \| Partido Nacionalista Vasco (PNV) \| 320 \| 44,38 \| \| \| Euskal Herria Bildu (EH Bildu) \| 172 \| 23,86 \| \| \| Unidas Podemos (Podemos-IU-Equo-Berdeak) \| 119 \| 16,5 \| \| \| Partido Socialista Obrero Español (PSOE) \| 52 \| 7,21 \| \| \| Partido Popular (PP) \| 29 \| 4,02 \| \| \| Vox (VOX) \| 10 \| 1,39 \| \| \| Ciudadanos-Partido de la Ciudadanía (C´s) \| 9 \| 1,25 \| \| \| Partido Animalista Contra el Maltrato Animal (PACMA) \| 5 \| 0,69 \| \| \| Recortes Cero-Grupo Verde (Recortes Cero-Grupo Verde) \| 1 \| 0,14 \| Elecciones generales de 2016 en Oquendo |
| Logo | Partido político | Votos | % | |
| --- | --- | --- | --- | --- |
| | Partido Nacionalista Vasco (EAJ-PNV) | 223 | 34,41 | |
| | Unidos Podemos (Podemos-IU-Equo) | 197 | 30,40 | |
| | Euskal Herria Bildu (EH Bildu) | 128 | 19,75 | |
| | Partido Popular (PP) | 50 | 7,72 | |
| | Partido Socialista Obrero Español (PSOE) | 28 | 4,32 | |
| | Partido Animalista Contra el Maltrato Animal (PACMA) | 7 | 1,08 | |
| | Ciudadanos-Partido de la Ciudadanía (Cs) | 6 | 0,93 | |
| | Recortes Cero-Grupo Verde (Recortes Cero-Grupo Verde) | 2 | 0,31 | |
| | Vox (VOX) | 1 | 0,15 | |
| Logo | Partido político | Votos | % | |
| | Partido Nacionalista Vasco (PNV) | 320 | 44,38 | |
| | Euskal Herria Bildu (EH Bildu) | 172 | 23,86 | |
| | Unidas Podemos (Podemos-IU-Equo-Berdeak) | 119 | 16,5 | |
| | Partido Socialista Obrero Español (PSOE) | 52 | 7,21 | |
| | Partido Popular (PP) | 29 | 4,02 | |
| | Vox (VOX) | 10 | 1,39 | |
| | Ciudadanos-Partido de la Ciudadanía (C´s) | 9 | 1,25 | |
| | Partido Animalista Contra el Maltrato Animal (PACMA) | 5 | 0,69 | |
| | Recortes Cero-Grupo Verde (Recortes Cero-Grupo Verde) | 1 | 0,14 | |

## Servicios
Desde el ayuntamiento de la localidad se prestan servicios en diversas áreas como bienestar social, cultura,
Cuenta con una escuela de 0-1 años (haurreskola) y con una escuela de educación infantil de 2 a 6 años.
Entre los equipamientos culturales se encuentran la Casa de Cultura, la biblioteca, el KZ Gunea (aula con ordenadores y acceso a internet), centro de jubilados.
Entre los equipamientos deportivos, un frontón cubierto, piscinas descubiertas, instalaciones deportivas, campo de fútbol, bolera, campo de tiro al plato, picadero.
Centro de salud y farmacia.
Parque de juegos infantiles cubierto.
Parque Arenaldeko, mejorado con trabajo vecinal.
Parque canino en la zona de Unza.

## Cultura

### Patrimonio
- Parroquia de Nuestra Señora de Unza situada en el barrio de Irabayen en el valle de Oquendo, es una iglesia neoclásica construida entre 1772 y 1777.[15]
- Parroquia de San Román, iglesia de planta de cruz latina cubierta por siete bóvedas de lunetos y una de aristas en el crucero construida hacia 1734.[15]
- Ermita de San Bartolomé de planta rectangular cubierta por bóveda de madera y tejado a dos aguas. Ha sido restaurada durante el siglo XX.[15]
- Ermita de San Prudencio y San Esteban en un inicio estuvo dedicada únicamente a San Prudencio y tras la ruina de la ermita de San Esteban su culto se unió a esta.[15]
- Ermita de San Sebastián de Otaola, situada en el barrio Otaola, es de planta rectangular cubierta por dos tramos de bóveda de arista sustentados por arcos fajones de medio punto. Fue reconstruida hacia mediados del siglo XVIII y restaurada en 1914.[15]
- Cementerio.
- Museo Etnográfico de Oquendo.
- Molino de Izaga[16]
- Ferrería Goikoetxea.[17]
- Edificaciones como la casa torre de Zurikaldai, la casa solar de Arambarri, el palacio de Zurikaldai.[18]
- El monumento al pastor, ubicado en el alto de Gárate, y la escultura de homenaje a los donantes en pleno casco urbano son otros dos puntos de interés.[18]
- En 2022 por medio de trabajo vecinal (vereda) recuperaron un potro de herraje y una ericera, lugar para guardar castañas (kirikiñausi en euskera).[19]

### Fiestas
Las fiestas de la localidad se celebran por la festividad de San Bartolomé, en torno al 24 de agosto.
La feria del Caserío se celebra el primer domingo de primavera en Oquendo y es una fiesta que gira en torno al caserío o 'baserri' vasco, y que trata de recuperar y mostrar los usos y costumbres de la vida rural tradicional. Se exponen productos agrícolas, ganaderos y de artesanía.
Otras festividades:
| 1.º quincena de octubre | En Irabien    |
| 20 de enero             | San Sebastián |
| 5 de febrero            | Santa Águeda  |
| 28 de abril             | San Prudencio |
| 9 de agosto             | San Román     |